# Hautrage
Hautrage is een dorp in de Belgische provincie Henegouwen, en een deelgemeente van de Waalse stad Saint-Ghislain. Hautrage was een zelfstandige gemeente tot aan de gemeentelijke herindeling van 1977.

## Bezienswaardigheden
- De Sint-Sulpitiuskerk (Église Saint-Sulpice) is een neoclassicistisch kerkgebouw van 1829 dat in de plaats kwam van een 15e-eeuws bouwwerk. De toren is 16e-eeuws.
- De Moulin Frison is een bovenslagmolen op de Ruisseau de la Fontaine. De molen werd in 1790 vernieuwd.
- De Moulin des Culs tous Nus is een restant van een stenen grondzeiler, die in 1831 al bestond. De kap werd verwijderd en tot 2012 was er een weerstation in gevestigd.
- Het Franciscanessenklooster van de Grauwzusters werd gesticht in 1509 en opgeheven tijdens de Franse Revolutie. Later vestigden er zich weer religieuzen die onderwijs gaven. In de huidige kapel zijn nog overblijfselen te vinden van de kapel van 1509.

## Natuur en landschap
Het noordwesten van Hautrage is zeer bosrijk. In het zuiden loopt het Kanaal Nimy-Blaton-Péronnes. De hoogte aan de kerk bedraagt 40 meter.

## Economie
In de 19e eeuw begon men de ondergrond te exploiteren. Zo werd in 1842 een bedrijf opgericht dat klei en silex gebruikte voor vuurvaste steen en keramiek. Ook ontstond in de 19e eeuw een baksteenindustrie en werd zandsteen gewonnen.
Hoewel er in 1229 al sprake was van steenkoolwinning begon de exploitatie op industriële schaal pas in de 20e eeuw. In 1907 werd daartoe een maatschappij opgericht waarvan de activiteiten pas na de Eerste Wereldoorlog tot bloei kwamen. Er werd een mijnwerkersdorp (coron) met voorzieningen gebouwd. Dit betrof het dorp Hautrage-État. In 1959 kwam aan de steenkoolwinning een einde.

## Demografische ontwikkeling
- Bronnen:NIS, Opm:1831 tot en met 1970=volkstellingen

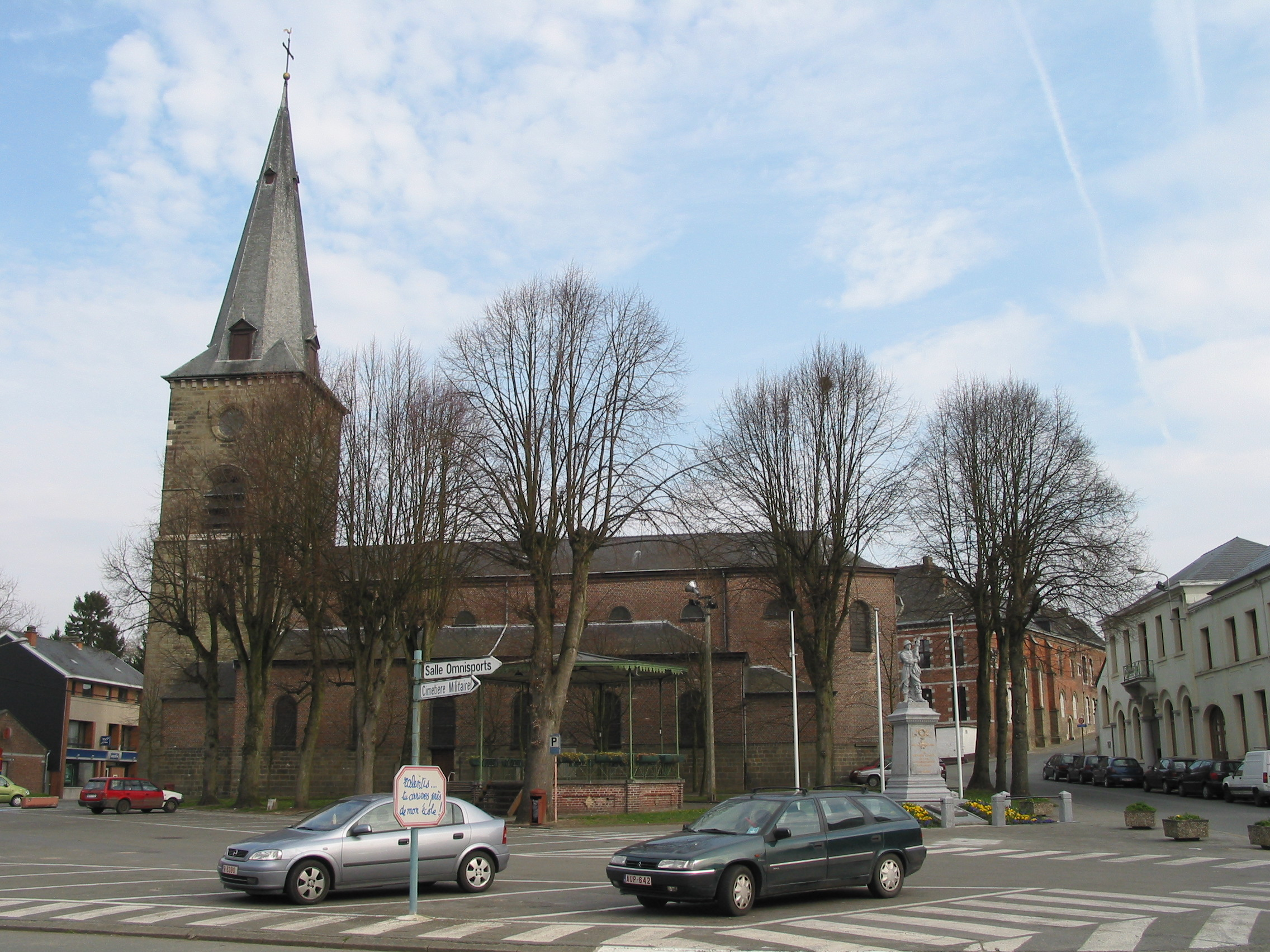
Saint-Sulpice kerk (19de eeuw).

## Nabijgelegen kernen
Villerot, Sirault, Ville-Pommeroeul, Hautrage-État